# The Girl Spy Before Vicksburg
Pour plus de détails, voir Fiche technique et Distribution.
The Girl Spy Before Vicksburg est un film muet américain réalisé par Sidney Olcott, sorti en 1910. Le scénario est écrit par Gene Gauntier, qui joue aussi le rôle principal.
Il s'agit d'une des suites de The Girl Spy: An Incident of the Civil War (en) (1909), où Gene Gauntier tenait le même rôle.

## Synopsis
En temps de Guerre de Sécession, la fille d'un commandant devient espionne à sa demande et mène des actions de sabotage de transport de poudre à canon. Lorsque sa mission tourne au vinaigre, elle retourne auprès de sa mère.

## Fiche technique
- Titre original : The Girl Spy Before Vicksburg
- Réalisateur : Sidney Olcott
- Photographie : George Hollister
- Société de production : Kalem Company
- Pays d'origine :  États-Unis
- Longueur : 1000 pieds
- Dates de sortie :
  - États-Unis : 28 décembre 1910 (New York)
  - Royaume-Uni : 19 mars 1911 (Londres)

## Distribution
- Gene Gauntier : Nan, l'espionne
- Robert G. Vignola

## Commentaires
Le film est tourné à Jacksonville en Floride.
Une copie est conservée à l'Eye Film Institute, la cinémathèque d'Amsterdam. Elle provient de la collection de Desmet[Quoi ?].